# Boliche de cinco pinos

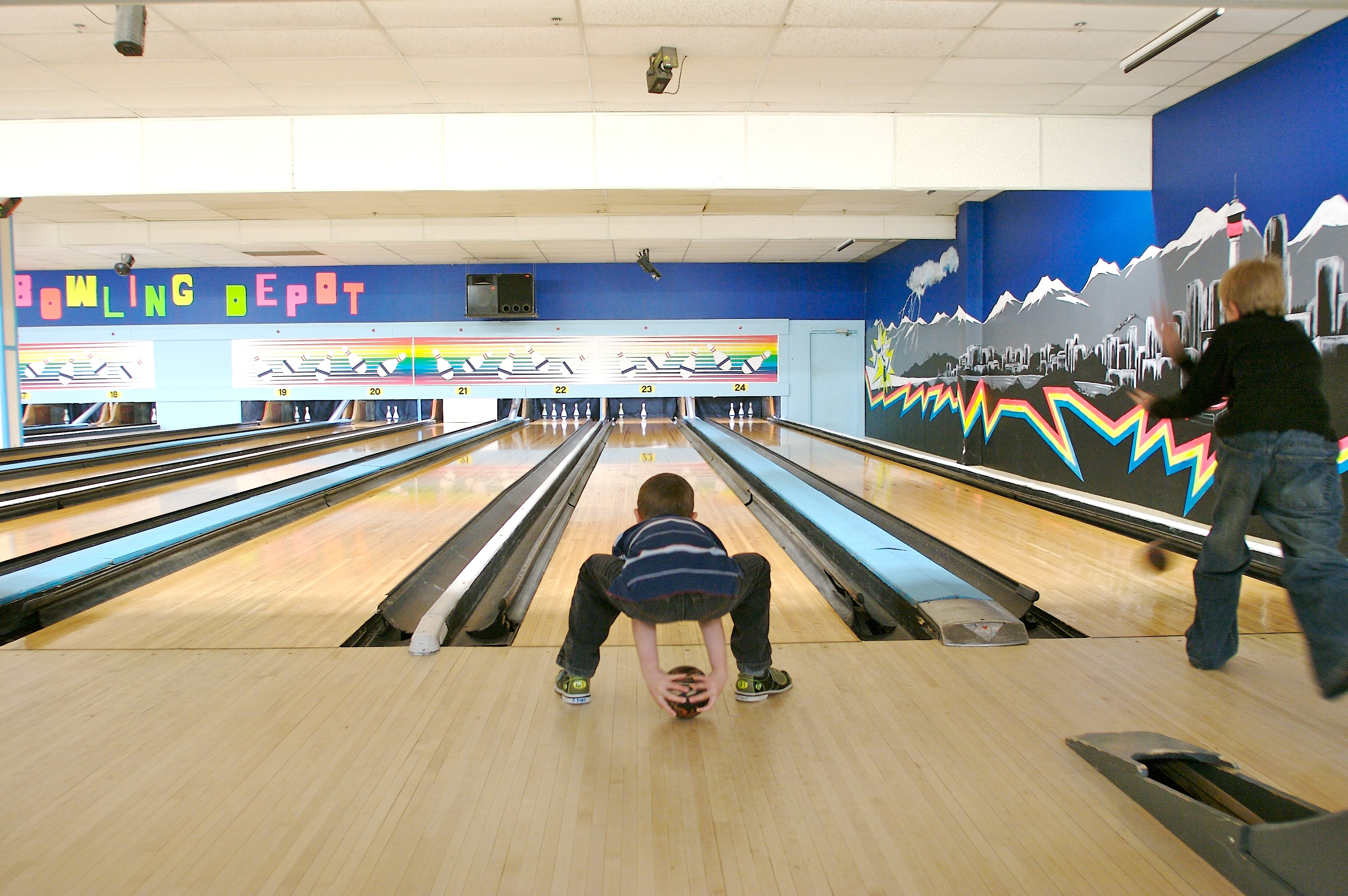
Um menino jogando boliche em uma pista de boliche em Calgary, Alberta

O boliche de cinco pinos (em inglês, five pin bowling) é uma variante do boliche praticada no Canadá, onde muitas pistas de boliche o oferecem, sozinho ou em combinação com o boliche de dez pinos. Foi criado por volta de 1909 por Thomas F. Ryan em Toronto, Ontário, em seu Toronto Bowling Club, em resposta aos clientes que reclamaram que o jogo de dez pinos era muito extenuante. Ele reduziu os cinco pinos para cerca de 75% do seu tamanho e usou bolas de borracha dura do tamanho de uma mão, inventando assim a versão original do boliche de cinco pinos. 

## Jogabilidade

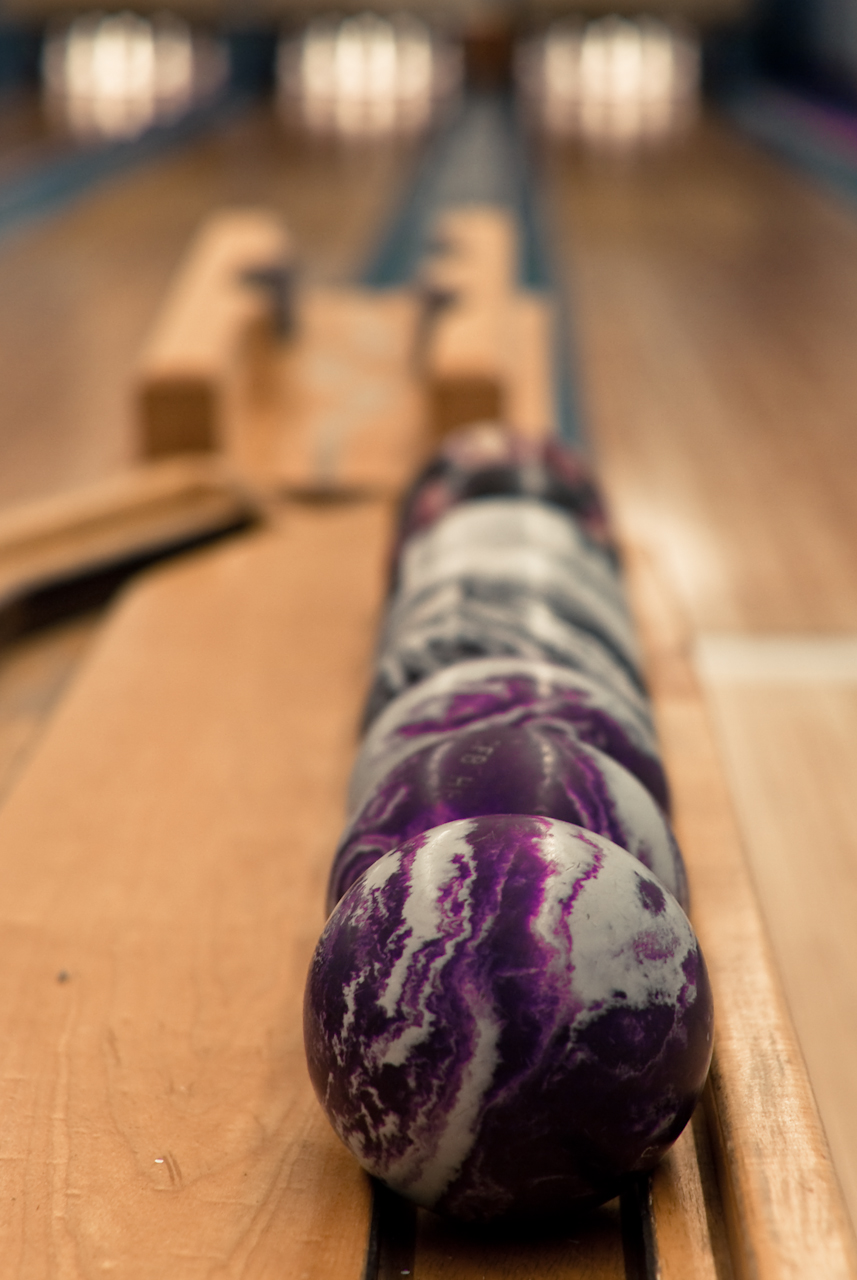
Bolas de boliche de cinco pinos

As bolas no boliche de cinco pinos são pequenas o suficiente para caber na mão e, portanto, normalmente não têm orifícios para os dedos, embora a Canadian 5 Pin Bowlers Association (C5PBA) tenha aprovado bolas com orifícios para os polegares.  :20
No final da pista, há cinco pinos dispostos em V. Eles têm um tamanho intermediário entre pinos de pato e pinos do jogo de dez-pinos, e têm um elástico grosso de borracha no meio para fazê-los se mover mais quando atingidos.
Ao contrário de qualquer outra forma de boliche popular na América do Norte, os pinos no boliche de cinco pinos valem pontos diferentes, dependendo de sua localização na formação em V. O pino central vale cinco pontos se derrubado, os de cada lado, três cada, e os pinos mais externos, dois cada, totalizando 15 pontos em cada quadro.
Em cada frame, cada jogador tem três tentativas para derrubar todos os cinco pinos. Derrubar todos os cinco pinos com a primeira bola é considerado um strike, que vale 15 pontos. A pontuação das duas primeiras bolas do jogador no frame seguinte é adicionada à pontuação do strike; a contagem no frame em que o primeiro strike foi lançado é deixada em branco até que o lançador faça seu primeiro lançamento no frame seguinte. Como esses pontos também são contados em seu próprio frame, eles contam em dobro. Um jogador que pega duas bolas para derrubar todos os pinos ganha um spare, o que significa que a primeira bola do frame seguinte conta em dobro. Quando um lançador lança dois strikes consecutivos, dentro de um game, ele marca um "double". Quando um double é lançado, a contagem para o primeiro strike é de 30 pontos, mais o valor dos pinos derrubados com a primeira bola do frame após o segundo strike. Quando um lançador lança três strikes consecutivos, dentro de um game, ele marca um "triple" (também chamado de "turkey"). Ao marcar três strikes consecutivos, o lançador é creditado com 45 pontos no frame onde o primeiro strike foi lançado.  Como no jogo de dez pinos, se qualquer um deles acontecer no último frame, o jogador pode dar uma ou duas arremessadas em um conjunto de pinos reposicionados imediatamente.

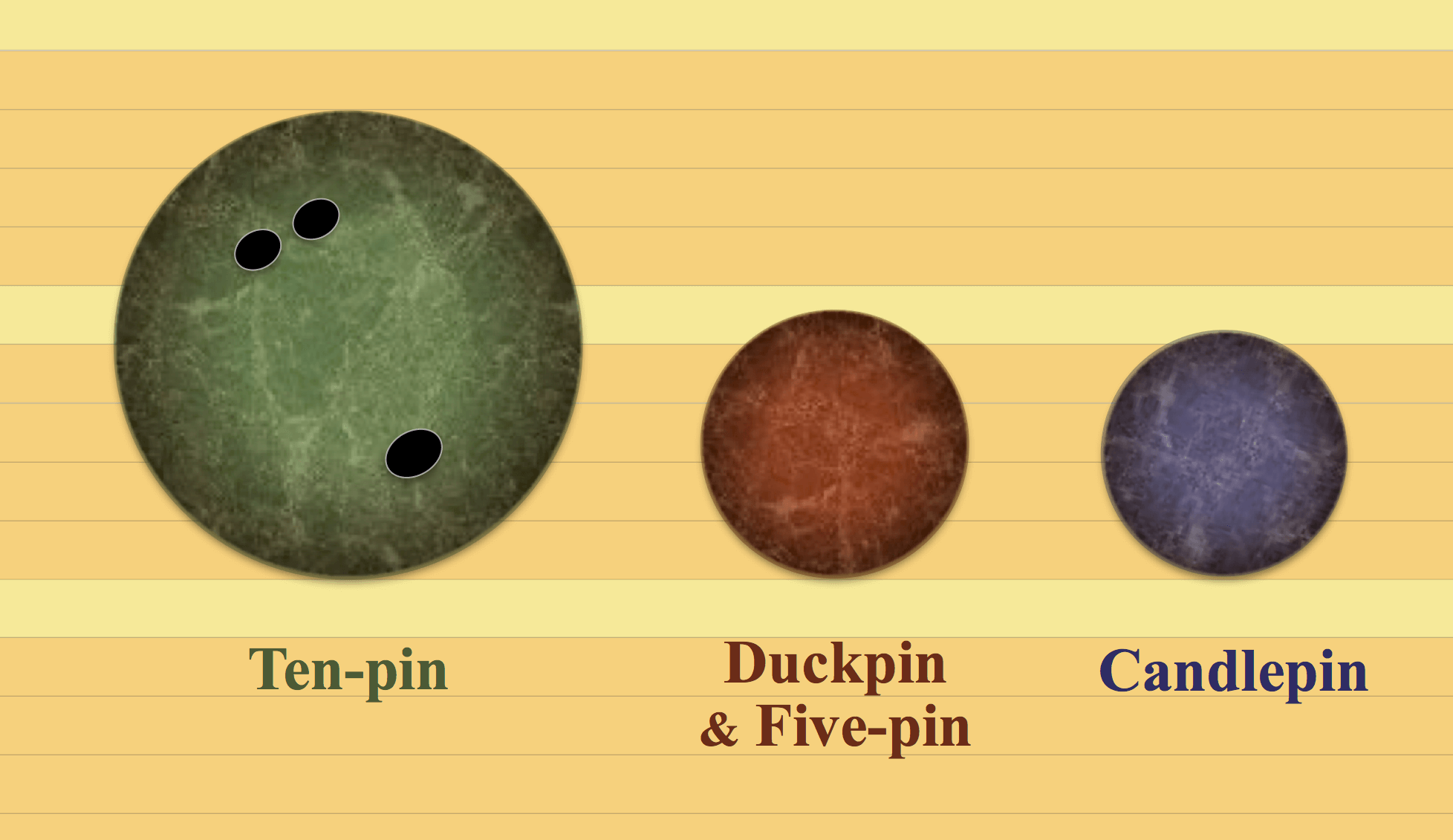
Tamanhos comparativos de bolas de boliche. As bolas para boliche de cinco pinos são do mesmo tamanho que as para boliche pinos de pato.

Uma pontuação perfeita é 450, exigindo 12 strikes consecutivos no mesmo jogo sem faltas. Isso não acontece com tanta frequência quanto no boliche de dez pinos. A C5PBA sanciona de 15 a 30 jogos perfeitos anualmente.
| Quadro | 1  | 2  | 3   | 4   | 5   | 6   | 7   | 8   | 9   | 10  |
| ------ | -- | -- | --- | --- | --- | --- | --- | --- | --- | --- |
|        | X  | X  | X   | X   | X   | X   | X   | X   | X   | XXX |
| Nome   | 45 | 90 | 135 | 180 | 225 | 270 | 315 | 360 | 405 | 450 |

Originalmente, os pinos valiam, da esquerda para a direita, 4, 2, 1, 3 e 5 pontos. Em 1952, o presidente da Associação Canadense de Boliche propôs mudar o sistema de pontuação para 2 - 3 - 5 - 3 - 2. Isso foi aceito no oeste em 1952, em Ontário em 1953 e no resto do Canadá em 1954.  
Em 1967, o Congresso Canadense de Boliche decidiu abolir a "regra do pino do contra"; o pino do contra era o pino que valia 2 e ficava do lado não dominante do jogador. Por exemplo, para um canhoto, o pino de contra-ataque era o pino de valor 2 da direita. Essa regra dizia que, para que o jogador recebesse pontos, ele deveria derrubar o pino de contra-ataque. A abolição dessa regra entrou em vigor em 1968 no leste do Canadá, mas a Associação de Boliche de 5 pinos do Oeste do Canadá rejeitou a mudança e, como resultado, não houve campeonatos nacionais até 1972, depois que o oeste aceitou a abolição do pino do contra.  (Embora algumas ligas tenham continuado com o sistema de pino de contra-ataque por mais alguns anos.)
O boliche de cinco pinos permite mais estratégia em seu jogo do que a variante de dez pinos, devido aos diferentes valores de pontos para cada pino. Por exemplo: se um jogador não consegue marcar um strike no boliche de 10 pinos, é menos importante como o jogador escolhe resolver os pinos restantes, já que todos os pinos têm o mesmo valor, e derrubar mais resulta em pontos mais altos. No boliche de cinco pinos, por outro lado, se um jogador erra um strike, ele ou ela tem que tomar uma decisão estratégica sobre qual conjunto de pinos restantes deve tentar derrubar (em vez de simplesmente tentar derrubar todos eles), o que permite aos jogadores um meio de minimizar suas perdas após um erro, mirando no grupo de pinos com maior pontuação, ou no grupo com menos valor, mas talvez mais fácil de derrubar.

### Terminologia

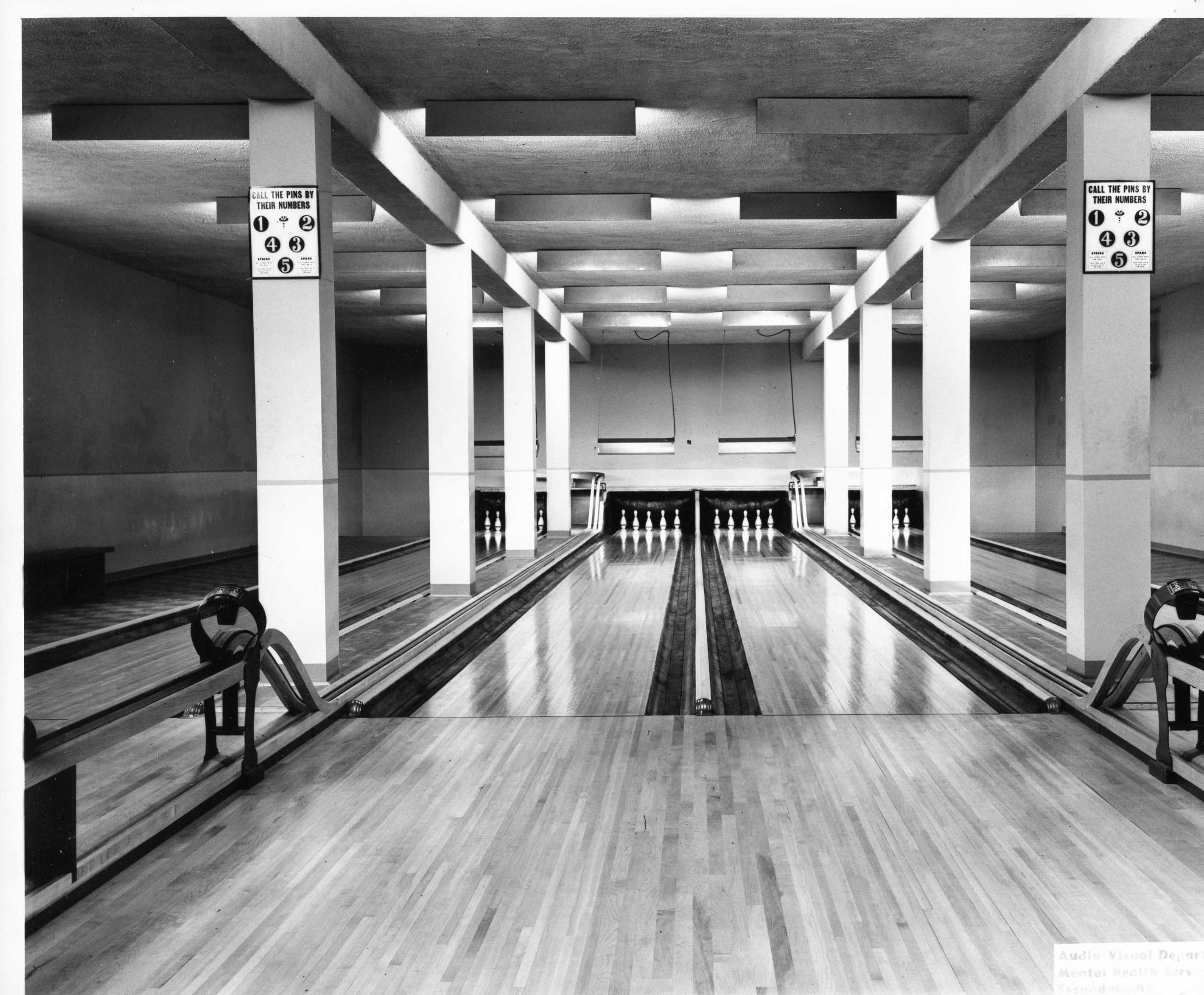
Uma pista de boliche de cinco pinos em Coquitlam, Colúmbia Britânica, em 1955

Os jogadores de boliche de cinco pinos usam vários termos para denotar os resultados de um lançamento: 
- "[número]-pack": termo para um número de batidas consecutivas; por exemplo, seis batidas consecutivas são um "6-pack". Também conhecido como "[número]-bagger" (por exemplo, "6-bagger").
- "10 do jeito difícil": pontuar 10 ao fim de um frame, sobrando os pinos 3 e 2 não adjacentes.
- "Aces" (A): remover o pino de cabeça e os dois três pinos, mas deixar os dois pinos de canto. Também conhecido como "postes de cama", "postes de gol" ou "canal 11".
- "Chop" ou "chop-off" (denotado como "c/o"): Acertar o pino da frente (pino com valor 5) e os pinos 3 e 2 de um lado na primeira bola, deixando os outros pinos 3 e 2 do outro lado.
- "Jogo limpo": Terminar um jogo com um strike ou spare em cada frame.
- "Pino de canto": deixar apenas o pino de canto esquerdo ou direito na primeira bola é indicado por um "L" ou um "R", respectivamente.
- "Quinze": Quando todos os pinos são derrubados após a terceira bola. Também conhecido como "limpeza".
- "Headpin" (indicado como H na súmula): derrubar (ou "furar") o pino da frente ("headpin", em inglês) na primeira bola. Este é o resultado mais temido na primeira bola, pois converter o spare resultante da furação do headpin (um "headpin-spare") é extremamente difícil de conseguir.
- "Punch": Acertar apenas um pino quando restam dois ou mais pinos (comumente conhecido como "cereja" na 2ª ou 3ª bola)
- " Split " (S): Tirar o pino de cabeça e um dos três pinos, marcando 8 na primeira bola. Difícil obter um spare na segunda bola, mas se conseguir, isso é conhecido como "split-spare". Muitas associações de boliche oferecem um pino especial para essa conquista.
- "Strike out": Lançar strikes consecutivos até o final do jogo. Geralmente dito no último frame de uma partida.
- "Turkey": Três strikes consecutivos
- "Madeira" ou "madeira morta": Os pinos deixados na pista, geralmente após o lançamento das duas primeiras bolas de uma rodada. Essa característica se origina da época em que os pinos de boliche eram normalmente feitos de madeira e não de acrílico.

## Grandes torneios
Há quatro grupos supervisionando os principais torneios de boliche de cinco pinos.
- Canadian Five Pin Bowler's Association (C5PBA): [6] A C5PBA é o órgão que rege as regras e regulamentos do jogo. A C5PBA opera três grandes torneios nacionais. O torneio de vitrine é o "Open", um torneio scratch que envolve equipes e simples. As finais nacionais do Open duram de três a quatro dias e culminam com um formato de escada para determinar os campeões nacionais em simples masculino, simples feminino, equipes masculinas, equipes femininas e equipes mistas. Há um segundo torneio conhecido como The Youth Challenge, que é mais curto do que o Open em duração, mas envolve um formato semelhante ao Open, este torneio é para jovens jogadores de boliche entre 12 e 19 anos. O Inter-Provincial, que substituiu o High Low Doubles, se tornou um evento nacional em 2008 e é um formato de equipe pinos acima da média (Pins-Over-Average, ou POA).
- Bowl Canada: [7] O Bowl Canada é o órgão que representa os proprietários de centros de boliche. A organização operava anteriormente sob a Bowling Proprietors Association of Canada (BPAC). O Bowl Canada supervisiona o Youth Bowling Canada (YBC) e o Club 55+ (anteriormente Golden Age Bowler's Club). Ambas as organizações apresentam campeonatos nacionais. O campeonato nacional do YBC é conhecido como "Four Steps to Stardom", enquanto o campeonato nacional do Club 55+ é conhecido como "Team Triples". O Bowl Canada também administra o National Classified Championships, um torneio scratch onde os jogadores de boliche se classificam por meio de seu centro de boliche dentro de categorias médias. Em 2016, o National Classified foi substituído por um torneio em formato de handicap conhecido como Bowl Canada Cup, enquanto o Team Triples foi atualizado para uma equipe em formato de handicap de quatro pessoas conhecida como "Club 55+ Cup". O Bowl Canada administra a qualificação canadense para a Copa do Mundo AMF e os vários programas de TV de cinco pinos, como o Championship Five Pin Bowling da CBC e o TSN Pins Game . Em 2006, as séries CBC e TSN foram consolidadas em um único torneio, o Campeonato Canadense de Boliche. Em 2009, a TSN retirou o Campeonato Canadense de Boliche de sua programação televisionada.
- A Master Bowlers Association of Canada: [8] A MBAC é uma organização única que serve como o ramo técnico do esporte e fornece um único campeonato nacional com divisões de pinfall total (divisão de torneio) e pinos acima da média (divisão de ensino). Um terceiro ramo desta organização envolve a Divisão Sênior (acima de 55 anos). Normalmente, os jogadores de boliche da Divisão de Ensino e Sênior têm médias de boliche de médio a baixo alcance. Os jogadores de boliche na Divisão de Ensino são obrigados a servir como treinadores no YBC. Os Master Bowlers operam sob um código de vestimenta rigoroso, incluindo uma camisa padrão nas cores provinciais com o nome do jogador bordado nas costas.
- O Western Canadian Bowling Tour cresceu em tamanho e agora tem cinco grandes torneios a dinheiro. O 'Autumn Open' é realizado em Calgary, Alberta, no Paradise Lanes. O TPC em Sherwood é realizado no Sherwood Bowl em Sherwood Park, Alberta. Juntando-se ao WCBT em 2022 estava o Manitoba Open, que é jogado em St. James Lanes em Winnipeg. O Regina Classic é jogado no Golden Mile Bowling Center em Regina, Saskatchewan. O Heritage Traditional é jogado em Red Deer, Alberta, no Heritage Lanes. A temporada agora é encerrada pelo WCBTour Championship em agosto, onde os 12 melhores jogadores com associação para a temporada vão e competem em um torneio filmado para determinar o campeão do Tour.

A qualificação para um campeonato nacional geralmente requer três rodadas classificatórias.
- Rodada da Liga, da Casa ou do Centro: para a maioria das províncias, isso geralmente não é necessário para o C5PBA Open ou o C5PBA Youth Challenge.
- Rodada por zonas: o número de centros em cada zona varia, mas as zonas são organizadas geograficamente. Em algumas províncias e torneios, a rodada por zonas pode ser ignorada.
- Campeonatos provinciais: os vencedores da rodada zonal se classificam para as finais provinciais. Na maioria dos torneios, Ontário realiza duas finais provinciais — uma provincial norte (Norte de Ontário) e uma provincial sul (Ontário).

Cada província também oferece uma série de torneios que culminam nas finais provinciais. Os torneios, formatos e premiações variam de acordo com a província. Esses torneios são organizados pela Associação Provincial de Proprietários de Boliche, associações locais e provinciais de cinco pinos e centros de boliche individuais.

## Fatos e números
- No início, os pinos de boliche usados em boliche cinco pinos eram feitos de bordo revestido de plástico. Os pinos atuais são feitos de plástico rígido e frequentemente apresentam capacidade de brilho UV para operações de boliche com luz negra. O pino emite um som de "clack" ao ser atingido pela bola. A base do pino de plástico pode ser separada do restante do pino. As faixas do braço nos pinos de plástico são, na verdade, uma fita plástica vermelha que se desgasta com o uso e pode ser substituída. Em 2011, a C5PBA aprovou uma nova base para pinos. A nova base adiciona 1/8 de polegada de altura ao pino, eleva o centro de gravidade do pino e diminui a área de contato com a pista. Essa nova base tem uma cor escura, então os pinos com a nova base podem parecer ao arremessador como se estivessem flutuando acima da pista.
- Em 1990, a Canadian 5 Pin Bowlers Association sancionou o uso de bolas de boliche personalizadas. [9] Antes disso, apenas bolas de boliche fornecidas pelo centro de boliche podiam ser usadas.
- Muitos torneios de cinco pinos, pontuados por handicap, geralmente utilizam uma base de pontuação de "pinos acima da média", que é a diferença entre o resultado de um jogo e a média estabelecida pelo lançador. Essa média acumula ao longo do número de jogos lançados. Essa estatística pode ser negativa.
- Os sistemas modernos de pontuação automática (incluindo Steltronic, Brunswick Sync e QubicaAMF BES X) são certificados para cinco pinos. Na maioria dos armadores de pinos de corda, o equipamento de pontuação automática é conectado diretamente ao circuito do armador. Câmeras de pontuação podem ser usadas em ambos os tipos de instalações de armação de pinos. A maioria dos sistemas monta a câmera entre as raias, como nos dez pinos; no entanto, o sistema ProScore — quando instalado em queda livre — lê as pontuações usando um conjunto de cinco olhos eletrônicos montados acima do deck de pinos.
- Centros de boliche com armadores de pinos conversíveis geralmente definem horários específicos para que suas pistas conversíveis suportem boliche de cinco ou dez pinos. Máquinas conversíveis podem suportar boliche de pinos de pato em vez de dez pinos quando estiverem no modo de dez pinos. Apenas certos modelos de armadores de pinos de corda foram aprovados pela USBC para jogos de dez-pinos.
- Alguns centros de cinco pinos instalaram dispositivos de proteção de faixa. O dispositivo é uma folha de plexiglass montada verticalmente cerca de seis polegadas (15cm) acima da pista e está localizado logo após as setas de alvo na pista. [9] Este dispositivo desencoraja os arremessadores de lançar a bola para o alto e danificar a pista — o que é mais comum no boliche com bolas pequenas. Uma bola que solte o plexiglas ou voe por cima da proteção de plexiglas vale zero pontos de acordo com as regras da C5PBA.
- Uma violação da linha de falta em um lançamento de cinco pinos resulta em uma penalidade de 15 pontos. Pinos derrubados durante uma entrega violadora contam. A penalidade é aplicada no final do jogo. [9] Isso se compara a uma pontuação zero para a bola em outras disciplinas de boliche.
- Alguns acreditam que o termo do hóquei " five-hole " (o espaço entre as pernas do goleiro) é retirado do boliche de cinco pinos. [ <span title="This claim needs references to reliable sources. (April 2017)">citação necessária</span> ] Derrubar o pino da frente (que vale 5 pontos) por si só deixa um grande buraco através do qual é fácil colocar a próxima ou as duas bolas sem bater em nada.
- O boliche de cinco pinos é praticado em todas as províncias e territórios canadenses. No entanto, em Quebec, Nova Brunswick e Nova Escócia, ao contrário do resto do país, o boliche de cinco pinos não é a modalidade dominante. Em Quebec, o boliche de cinco pinos é conhecido como "cinq quilles" (cinco pinos) em francês, enquanto "Petites Quilles" se refere ao jogo de pinos de pato.
- O boliche de cinco pinos foi um dos quatro esportes apresentados na série Canadian Inventions: Sports emitida pelos selos do Canada Post em 10 de agosto de 2009.
- No verão de 2024, havia apenas 26 pistas de boliche de queda livre de cinco pinos ativas. [ <span title="This claim needs references to reliable sources. (July 2025)">citação necessária</span> ]
- Em 2007, o boliche de cinco pinos foi classificado como nº 4 durante a minissérie da CBC The Greatest Canadian Invention . [10]

## Links externos
- Associação Canadense de Lançadores de 5 Pinos
- Centros Candlepin Duckpin de 5 e 9 pinos da América do Norte